# Stefano Mondini
Stefano Mondini (Roma, 29 dicembre 1960) è un doppiatore, attore, direttore del doppiaggio e scrittore italiano.

## Biografia
Attivo in teatro nell'ambito della commedia musicale, tra i personaggi dei cartoni animati da lui doppiati figurano Eddie, Barney Gumble (dall'ottava stagione) e il direttore Skinner (dalla nona stagione) ne I Simpson.
Al cinema ha doppiato Adewale Akinnuoye-Agbaje, Kelsey Grammer e Glenn Morshower, fra gli altri. Nei telefilm ha doppiato James Pickens Jr. in Grey's Anatomy e Jonathan Banks in Breaking Bad e Better Call Saul.
A partire dal 2018, anno di pubblicazione del suo primo romanzo, si occupa anche di narrativa.
Nel 2023 ha ottenuto il Premio alla Carriera del Comune di Salice Salentino - Salicomix 2023.

## Doppiaggio

### Film
- Dolph Lundgren in Scorpione rosso, I nuovi eroi (ridoppiaggio), Small Apartments, La battaglia dei dannati, Hard Rush, Legendary - La tomba del dragone, Don't Kill It - Il cacciatore di demoni, Larceny, Black Water
- Djimon Hounsou in Blueberry, Guardiani della Galassia, Captain Marvel, The King's Man - Le origini, Rebel Moon - Parte 1: Figlia del fuoco, Rebel Moon - Parte 2: La sfregiatrice
- Adewale Akinnuoye-Agbaje in The Legionary - Fuga all'inferno, The Bourne Identity, G.I. Joe - La nascita dei Cobra, La cosa, Jimmy Bobo - Bullet to the Head
- Takeshi Kitano in Violent Cop, Boiling Point - I nuovi gangster, Outrage, Outrage Beyond, Outrage Coda
- Kelsey Grammer in Even Money, X-Men - Conflitto finale, X-Men - Giorni di un futuro passato, Tale padre, The Marvels
- Glenn Morshower in Transformers, Transformers - La vendetta del caduto, Transformers 3, Transformers - L'ultimo cavaliere
- Keith David in Agente Cody Banks, Per amore di Vera, 29 Palms, Don McKay - Il momento della verità, American Fiction
- Patrick Swayze in The Dragon, Missione tata, Dirty Dancing 2, Amici di... letti
- Michael Beach in Oltre i confini del male - Insidious 2, Broken City, Superintelligence, Aquaman
- Andre Braugher in Poseidon, I Fantastici 4 e Silver Surfer, The Mist, Anche io
- Hakeem Kae-Kazim in Pirati dei Caraibi - Ai confini del mondo, Black Beauty - Autobiografia di un cavallo
- Luis Guzmàn in Montecristo, Confidence - La truffa perfetta, 11 settembre: Senza scampo
- J.K. Simmons in C'eravamo tanto odiati, Presagio finale - First snow, Extract
- Laurence Fishburne in Biker Boyz, Mission: Impossible III
- Isiah Whitlock Jr. in Come d'incanto, Il drago invisibile, I Care a Lot
- Lewis Abernathy in Titanic, Ghosts of the Abyss
- Evan Handler in Sex and the City, Sex and the City 2
- Bill Nunn ne La giuria, Il cane pompiere
- Tom Butler in Freddy vs. Jason, Snakes on a Plane
- Eddie Izzard ne La mia super ex-ragazza, Sei minuti a mezzanotte
- Forest Whitaker in Prospettive di un delitto, Winged Creatures - Il giorno del destino, Havoc
- Bryan Brown in Two Hands
- Jonathan Banks in Mudbound, El Camino - Il film di Breaking Bad
- Graham Greene in Balla coi lupi
- Larry Hankin e Ken Hudson Campbell in Mamma, ho perso l'aereo
- Philip Seymour Hoffman ne La 25ª ora
- Glynn Turman in Ma Rainey's Black Bottom
- David Strathairn in L.A. Confidential
- David Alan Grier in Jumanji
- Eriq Ebouaney in Domino
- Richard Jenkins in Darling Companion
- Barry Bostwick in Chestnut - Un eroe a quattro zampe
- Bob Bergen in Space Jam
- Oscar James ne La fabbrica di cioccolato
- Tupac Shakur in Bullet
- Taye Diggs in Chicago
- Michael Clarke Duncan in Air Buddies - Cuccioli alla riscossa
- Ron Canada in Cinderella Man - Una ragione per lottare
- Duane Florney in Salto nel buio
- Bruce A. Young in Basic Instinct
- Monti Rock III ne La febbre del sabato sera
- Lennie James in The Next Three Days, Vendetta e redenzione
- Omid Djalili ne Il gladiatore
- Cedric the Entertainer in Prima ti sposo poi ti rovino
- Christopher Obi Ogugua in Biancaneve e il cacciatore
- Tomi Cristin in 7 seconds
- Brian Anthony Wilson in Limitless
- Sam Spruell in Taken 3 - L'ora della verità
- Wendell Pierce in Ray
- John Heard in Prima e dopo
- Brad Garrett in Notte al museo - Il segreto del faraone
- Giancarlo Esposito in King of New York
- Hank Azaria in Pretty Woman
- Joe Berryman in Bella, pazza e pericolosa
- Alvaro Lucchesi in Le ceneri di Angela
- Timothy Busfield in Impatto imminente
- Clovis Cornillac in Nessuno deve sapere
- Hugh Quarshie in Book Club - Il capitolo successivo
- Gérard Lanvin in Il gusto degli altri
- Peter Tuiasosopo in Street Fighter - Sfida finale
- Armin Rohde in Contagion
- Alfredo Castro in El Conde
- Khalid Bin Shaddad in Naga
- Michael Potts in The Piano Lesson
- Gralen Bryant Banks in Brothers
- William Sadler in Le notti di Salem
- Ricky Davao in Sosyal Climbers

### Film d'animazione
- James Gordon in Batman Unlimited: Istinti animali, Batman Unlimited: L'alleanza dei mostri, Batman Unlimited: Fuga da Arkham, Batman: Return of the Caped Crusaders, Batman contro Jack lo squartatore, Batman: Hush, Batman vs. Teenage Mutant Ninja Turtles
- Maggiore Monogram in Phineas e Ferb: Il film - Nella seconda dimensione, Phineas e Ferb: Il film - Candace contro l'Universo
- Leadbottom in Planes, Planes 2 - Missione antincendio
- Fujitora in One Piece Stampede - Il film, One Piece Film: Red
- Panther Lily in Fairy Tail The Movie: Phoenix Priestess, Fairy Tail The Movie: Dragon Cry
- Barney Gumble e Seymour Skinner ne I Simpson - Il film
- Barney Gumble in The Good, The Bart And The Loki e I Simpson In Plusaversary
- Francis in A Bug's Life - Megaminimondo
- Poliziotto e Freddie in Tom & Jerry e l'anello incantato
- Odino in Thor: Tales of Asgard
- Tailfeather in Valiant - Piccioni da combattimento
- Dennis in SpongeBob - Il film
- Parrocco in Bentornato Pinocchio[2]
- Maschera Nera in Batman: Under the Red Hood
- El Rata in Il topolino Marty e la fabbrica di perle
- Vocion in La Pallastrike sull'Isola di Pasqua
- Dr. Calico in Bolt - Un eroe a quattro zampe
- Socrate in Animals United
- Clutch in Car's Life 2
- Capo lupo in Kung Fu Panda 2
- Il padre di Titeuf in Titeuf - Il film
- Wong in Dottor Strange - Il mago supremo
- Frank McCay in Monsters University
- Il giudice in Mr. Peabody e Sherman
- Il Custode del Vento Cuccioli - Il paese del vento
- Boss in Nut Job - Operazione noccioline
- Frank Castle in Iron Man: Rise of Technovore
- Ren in Avengers Confidential: La Vedova Nera & Punisher
- Sylvester Pollone in Pedro: Galletto coraggioso
- Raymond in La mia vita da Zucchina
- River Scott in Cars 3
- The Undertaker in Scooby-Doo! e WWE - La corsa dei mitici Wrestlers
- Rafe in Scooby-Doo! e il fantasma del ranch
- Rufus in Gli eroi del Natale
- Paragas in Dragon Ball Super - Broly
- Buford in La principessa e il ranocchio
- Allenatore in Chicken Little - Amici per le penne
- Papamametchi in Tamagotchi - Il film
- Sly Baron in Scooby-Doo! Crociera sulla Luna
- Capitan Uncino in Shrek terzo
- Il padre di Lisa in Leo da Vinci - Missione Monna Lisa
- Voce narrante in The Seven Deadly Sins: Cursed by Light
- Daizu in Dragon Ball Z - La grande battaglia per il destino del mondo (primo doppiaggio)
- Ed Capoccione in La vita moderna di Rocko: Attrazione statica
- Zipper in Cip & Ciop agenti speciali
- El Supremo in Freddie The Frog

### Serie televisive
- James Pickens Jr. in X-Files, Grey's Anatomy, Private Practice, Station 19
- Hakeem Kae-Kazim in Gotham, 24, Intergalactic
- Wendell Pierce in Fear Itself, Suits, Jack Ryan
- Jonathan Banks in Breaking Bad, Better Call Saul, Constellation
- Anthony Michael Hall in Agents of S.H.I.E.L.D., Reacher, Mercoledì
- Grand L. Bush, Rex Linn e Marshall R. Teague in Walker Texas Ranger
- John Beasley in Everwood, NCIS - Unità anticrimine
- Bruce A. Young in Sentinel, Cold Case - Delitti irrisolti
- Carl Weathers in The Shield (ep. 2x03), Law & Order - Unità vittime speciali
- Rockmond Dunbar in Prison Break, 9-1-1
- Aneirin Hughes in Hinterland, Il re d'inverno – Artù, dal mito alla leggenda
- Andre Braugher in Andromeda, Dr. House - Medical Division
- Don Warrington in Manchild, Beyond Paradise
- Lucian Msamati in Black Earth Rising, His Dark Materials - Queste oscure materie
- Michael Potts in White Collar, Law & Order - Unità vittime speciali (st. 15, 17)
- Michael Harney in Law & Order - I due volti della giustizia, Sorelle sbagliate
- Scott Lawrence, David Warshofsky e Keith Carradine in Fear the Walking Dead
- Gérard Sergue in Il commissario Cordier
- Steve Evets in Life on Mars
- Grant McFarland in Power Rangers Ninja Storm (Sensei)
- Antonio D. Charity e Chad Coleman in The Wire
- Charlie Robinson in K.C. Agente Segreto
- Michael Kenneth Williams in Boardwalk Empire - L'impero del crimine
- Pierre Sanoussi-Bliss ne Il commissario Köster
- Luis Guzmán in Godfather of Harlem
- Lennie James in Low Winter Sun
- Roger Aaron Brown in The District
- Owen Teale ne Il Trono di Spade
- Tobin Bell in The Flash
- Isiah Whitlock Jr. in La nebbia
- Marcello Thedford in Playmakers
- Jeff Pustil ne Il supermercato più pazzo del mondo
- Nathan Lane in Only Murders in the Building
- Fabián Pizzorno in Manuela
- Evan Handler in Just Like That...
- Ramón Ibarra in Il segreto
- Steve Austin in Steve Austin - Sfida implacabile
- Aneirin Hughes in Il re d'inverno - Artù, dal mito alla leggenda
- Graham Greene in Echo
- Guillermo Jacubowicz in L'eternauta

### Film TV
- Robbie Coltrane in Alice nel Paese delle Meraviglie
- Wendell Pierce in Confirmation - Una donna per la verità (Confirmation)
- Barry Williams in Bigfoot
- Michael K. Williams in Bessie
- Hakeem Kae-Kazim in 24: Redemption
- Dolph Lundgren in Sharknado 5: Global Swarming

### Serie animate
- Seymour Skinner (st. 9+), Barney Gumble (3ª voce e principale) (st. 9+) Eddie (st. 29+) , Timothy Lovejoy (ep. 24.2) e Telespalla Bob (ep.6.3) ne I Simpson
- Spike e Gattabuia Cal in Tom & Jerry Kids (st. 1)
- Babbo Natale Robot (st. 8) e Abner Doubledeal (ep. 3x16) in Futurama
- Ghost Rider e Bruce Banner/Hulk ne I Fantastici Quattro
- Ace Cooper "Magician" in Magician - La giustizia non è un trucco (2° doppiaggio)
- XJ5 in La squadra del tempo
- Buzz Lightyear dell'universo parallelo in Buzz Lightyear da Comando Stellare
- Daino Bianco ne Le avventure del bosco piccolo[3]
- Maggiore Monogram in Phineas e Ferb
- Mr. Big in Word Girl
- Thor in Avengers - I più potenti eroi della Terra
- Quinto Fratello in Star Wars Rebels
- Dr. Watson in Animaniacs[4] (episodio 3×03)
- Jack in Bu-Bum! La strada verso casa[5]
- Reginald in American Dad!
- Lupo Pazzo ne I Dalton
- Giudice del Fantamondo (ep. 8x02-8x03) in Due Fantagenitori
- Ardeth Bey ne La mummia
- Hulk ne L'incredibile Hulk (2ª edizione)
- Batman in Superman
- Zio Ruckus in The Boondocks
- Leonard Kanifky in Bonkers - Gatto combinaguai
- Il padre di Titeuf in Titeuf
- La Cosa in Hulk e gli agenti S.M.A.S.H.
- Lucius Heinous VII L'Odioso in Jimmy Jimmy
- Jack Hench in Kim Possible
- Soichiro Yagami in Death Note
- Drago in Leone il cane fifone
- Bodolza in Fortezza superdimensionale Macross
- Clito in Alexander - Cronache di guerra di Alessandro il Grande
- Membro inglese della commissione in Neon Genesis Evangelion
- Akio Kawazu in Paranoia Agent
- Dokugakuji in Saiyuki
- Bryant in Full Metal Panic!
- Richard Mardukas in Full Metal Panic! The Second Raid
- Kaiser-G in Machine Robo Rescue
- Leomon in Digimon Tamers
- Re Arnook in Avatar - La leggenda di Aang
- Minoru Tatsuishi in il mio matrimonio felice
- Dr. Flanagan in Mobile Suit Gundam GQuuuuuuX
- Pharaoh 90 in Pretty Guardian Sailor Moon Crystal
- Andrè in Charlotte (seconda edizione)
- Isami Nishimura in Mix: Meisei Story
- Voce narrante in Freedom, Le situazioni di Lui & Lei, Giant Robot - Il giorno in cui la Terra si fermò, The Seven Deadly Sins, Arte
- Panther Lily in Fairy Tail
- General Pitter in Moonrise
- Angor Rot in Trollhunters - I racconti di Arcadia
- Tanabe in Non mi stuzzicare, Takagi!
- Ginjiro Nezu in Summer Time Rendering
- Ansen Strung in Star Wars: Young Jedi Adventures
- Carl (stagione 3) in Big Hero 6 - La serie

### Videogiochi
- Francis in A Bug's Life (1998)[6] e Bottega dei giochi - A Bug's Life (1999)[7]
- Seymour Skinner e Barney Gumble ne I Simpson - Il Videogioco (2007)[8]
- Dr. Calico in Bolt (2008)[9]
- Lucius Fox in DC Universe Online (2011)[10]
- Michael Beckett in F.3.A.R. (2011)[11]
- Buzz Lightyear in Disneyland Adventures (2011)[12]
- Tiki Sam in Epic Mickey 2: L'avventura di Topolino e Oswald (2012)[13]
- Gundahar in Knack (2023)[14]
- John Decker in Call of Duty: Advanced Warfare (2014)[15]
- Chen in Heroes of the Storm (2015)[16]
- River Scott in Cars 3 - In gara per la vittoria (2017)[17]
- Gundahar in Knack II (2017)[18]
- Il Collezionista e Corriere Veterano in Death Stranding (2019)[19]
- Kotaro in Ghost of Tsushima (2020)[20]
- Shockwave in Transformers Battlegrounds (2020)[21]
- Inmaru in Destiny 2: La Regina dei Sussurri (2022)[22][23]
- Durlin in God of War Ragnarök (2022)[24]
- Lorath in Diablo IV (2023)[25]
- Ridge Frost in Death Stranding 2: On The Beach (2025)[26]

## Filmografia
- Sposi, regia di Pupi Avati, Cesare Battistelli, Felice Farina, Antonio Avati, Luciano Manuzzi (1987)
- Pazzo d'amore di Sam Shepard, regia di Gianni Leonetti, prosa televisiva trasmessa da Raidue il 23 novembre 1996.[27]
- Incantesimo – serial TV, 1 episodio, regia di Fabio Verzillo (2004)
- Don Chisciotte e..., regia di Bruno Bigoni (2006)
- Distretto di Polizia – serie TV, episodio 7x15, regia di Alessandro Capone (2007)
- Ora mi parli di lei, regia di Giordano Toreti (2012)

## Teatro
- Odio i nazisti dell'Illinois di Paola Mammini, regia di Roberto Draghetti (2000)
- Il sangue di Shakespeare, testo e regia di Stefano Mondini (2009-2015)
- Nel nome del padre, regia di Stefano Mondini (2012)
- Schegge di Shakespeare, testo e regia di Stefano Mondini (2013)

## Opere
- Fine del mondo non ti temo, Gruppo Albatros Il Filo, Roma, 2018, ISBN 978-8856790870
- Quell'estate, Porto Seguro Editore, Roma, 2020, ISBN 978-8855462143
- Ufficio lettere perdute, Mosaico Edizioni, Roma, 2021, ISBN 979-1220824835
- Marta, Be Strong, 2023, ISBN 979-1281305168